# Cancelliere del Ducato di Lancaster
Il Cancelliere del Ducato di Lancaster (in inglese Chancellor of the Duchy of Lancaster) è un membro del Governo del Regno Unito e, spesso, anche del Consiglio dei ministri (Gabinetto).

## Responsabilità del cancelliere
Da un punto di vista formale, il cancelliere del Ducato di Lancaster amministra, per conto di Sua Maestà, il Ducato di Lancaster. In pratica, però, è un ministro  senza portafoglio, quasi sempre un fedele alleato del primo ministro cui fornisce su richiesta pareri o consigli. In certi casi gli è attribuito il ruolo di leader di una della camere.

## Ducato di Lancaster
Il Ducato di Lancaster è l'istituto che comprende l'insieme delle proprietà immobiliari che appartengono personalmente al Sovrano inglese (ben distinte dai possedimenti della Corona). Le stime più recenti indicano che l'estensione complessiva di tali proprietà sia pari a più di 18.800 ettari, sparsi in molte località dell'Inghilterra e del Galles. La maggior parte, tuttavia, è localizzata nella contea del Lancashire.
Il ducato di Lancaster è associato alla Corona inglese da quando, nel 1399, Enrico Bolingbroke, figlio del primo duca di Lancaster, imprigionò il re Riccardo II d'Inghilterra costringendolo ad abdicare e diventando così re Enrico IV d'Inghilterra.